# Gökhems kyrka
Gökhems kyrka är en kyrkobyggnad i Gökhem i Skara stift. Den är församlingskyrka i Floby församling.

## Kyrkobyggnaden
Gökhems kyrka är dendrokronologiskt daterad till omkring 1130, vilket gör den till en av de äldsta i landskapet. Dendrokronologiska dateringar av ekvirke från koret visar att trävirket sannolikt fälldes år 1077/78. Virke från långhuset är något senare daterat (träets yttersta årsring är från 1096, men då splintved saknas bör trädet vara fällt omkring 1106 eller senare.), vilket kan betyda att långhuset byggdes senare än koret. Den dendrokronologiska dateringen är dock inte helt säker när det gäller att slå fast året för kyrkans uppförande då det är tänkbart att man återanvänt äldre virke.
Under katolsk tid var Gökhems kyrka prebende till Skaras domkapitel. Det var ursprungligen en romansk absidkyrka bestående av ett långhus med smalare och lägre kor och halvcirkelformad absid.
I början av 1300-talet höjde man korets murar. Då kom även takstolarna till. Taket var öppet så att man kunde se takstolarna som bildar kors och vilka är unika i sitt slag. I slutet av 1300-talet förlängdes kyrkan åt väster. Valvbågen i väster är rester av den ursprungliga yttermuren i väst. Den nybyggda delen fick en port i norr. Förmodligen har man då även byggt ett plant trätak. Senare under medeltiden byggdes ett kapell och en sakristia vid korets norra sida. Korets sadeltak fortsätter ner och täcker även sakristian. Sakristian är tunnvälvd och har en källare där man förr förvarade nattvardsvin. De nuvarande valven är byggda kring 1485. Då murade man igen de romanska fönstren som satt uppe på koret och långhusets sydväggar och tog istället upp nya större fönster. Dessa har sedan flera gånger ytterligare förstorats. Korets norra fönstret är oförändrat från medeltiden, det södra är något vidgat. Murarna består mest av sandsten i de äldre delarna, i de senare är det mest kalksten. Det finns hörnkedjor av finhuggen sandsten, i övrigt så är kyrkan putsad och vitkalkad på utsidan. Absidens yttertak är spånklätt, i övrigt är det tegeltak.
Ända till omkring 1720 fanns korskranket och de medeltida altarna i långhuset kvar. Mariabilden flyttades då från det tidigare kvinnoaltaret till det norra kapellet som fick namnet Jungfru Marie kor. Det altaret togs i sin tur bort 1775 då kapellet gjordes om till vapenhus och fick en ytterport. Porten i den västra delen av långhuset ansågs nämligen dragig och murades igen. Den enda bevarade portalen finns numera i den norra muren. Det satt tidigare på motsvarande sida i sydmuren men den porten murades igen på 1800-talet. Ett vapenhus av trä vid den södra muren revs då, men i 75 år hade man portar och vapenhus på båda sidor av långhuset. På 1700-talet byggdes läktare på både nord- och sydväggarna samt en orgelläktare på västväggen. På samtliga läktarbröstningar fanns målningar av profeter och lärjungar, målade av Mattias Hesselberg. På orgelläktaren finns idag apostlarna, en del av de övriga målningarna är placerade i vapenhuset. Under 1800-talet togs läktaren på södra sidan av långhuset bort. 1913 blev kyrkan föremål för en omfattande restaurering. Hela det västra valvet revs och nybyggdes. Det gamla golven bröts upp, gravhällar avlägsnades och man lade ett nytt golv av kalksten. Under bänkarna är det cementerat och trägolv lagt ovanpå. Den norra läktaren revs och man tog bort den gamla slutna bänkinredningen. En del äldre inventarier såsom träskulpturer brändes. 1946 återställdes bänkinredningen och belysning samt eluppvärmning, istället för de tidigare kaminerna, installerades.

## Klockstapel och klockor
- Klockstapeln från 1720 är enligt traditionen uppförd av ryska krigsfångar.[7]
- Den medeltida storklockan är av en rustik typ som tyder på en relativt hög ålder. Den saknar inskrifter.[8]

## Exteriörbilder

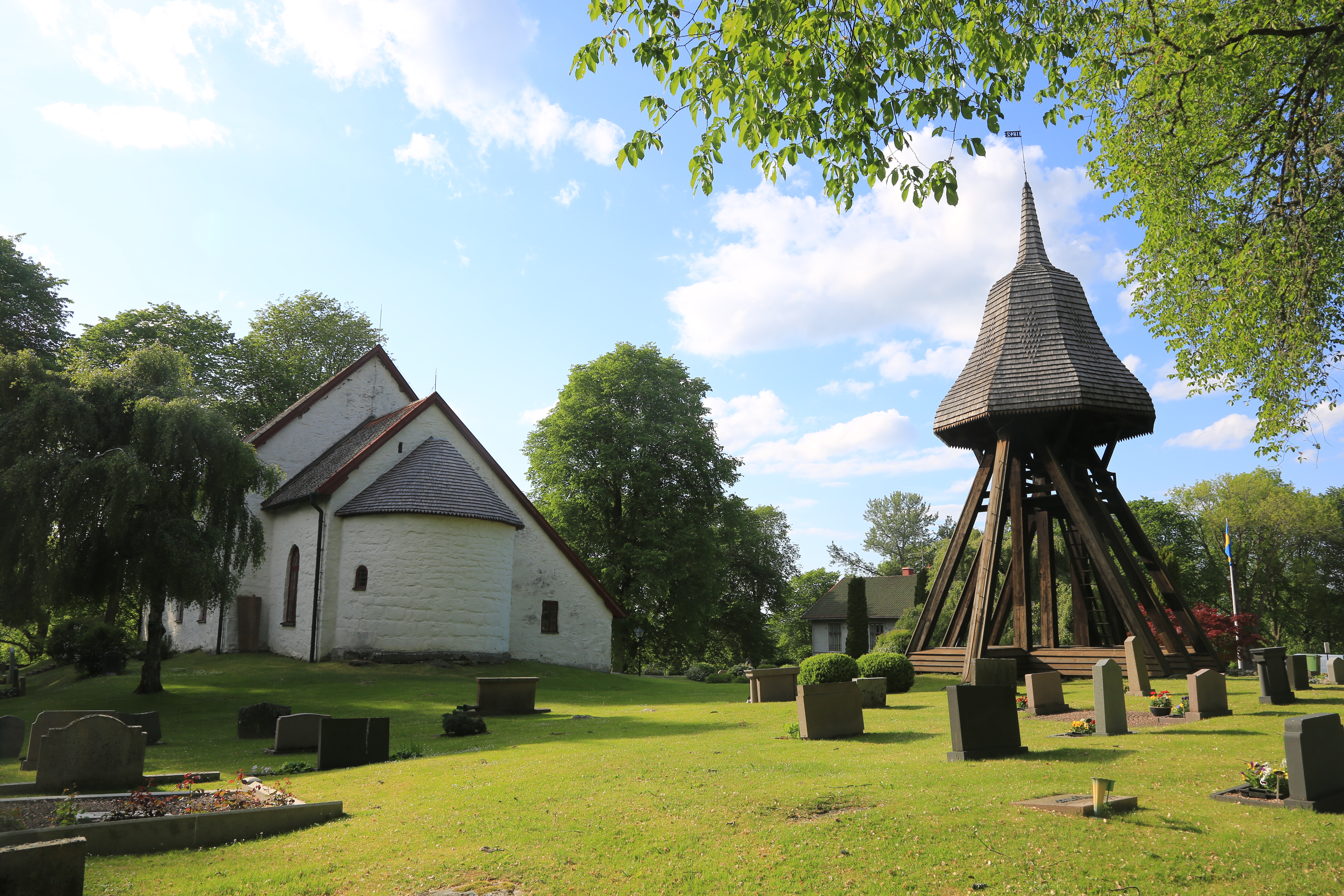
Kyrkan med klockstapel.
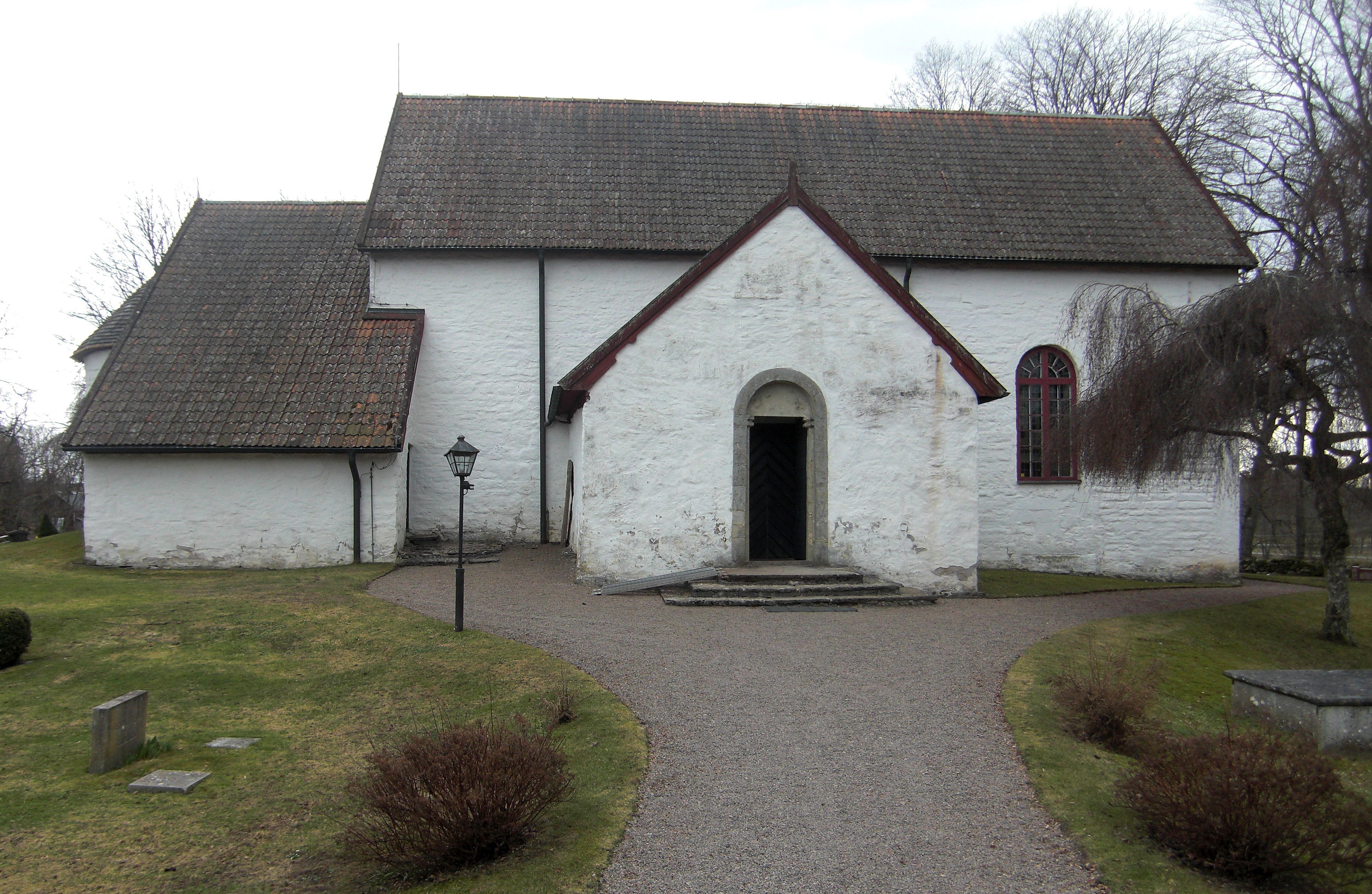
Exteriör i norr.
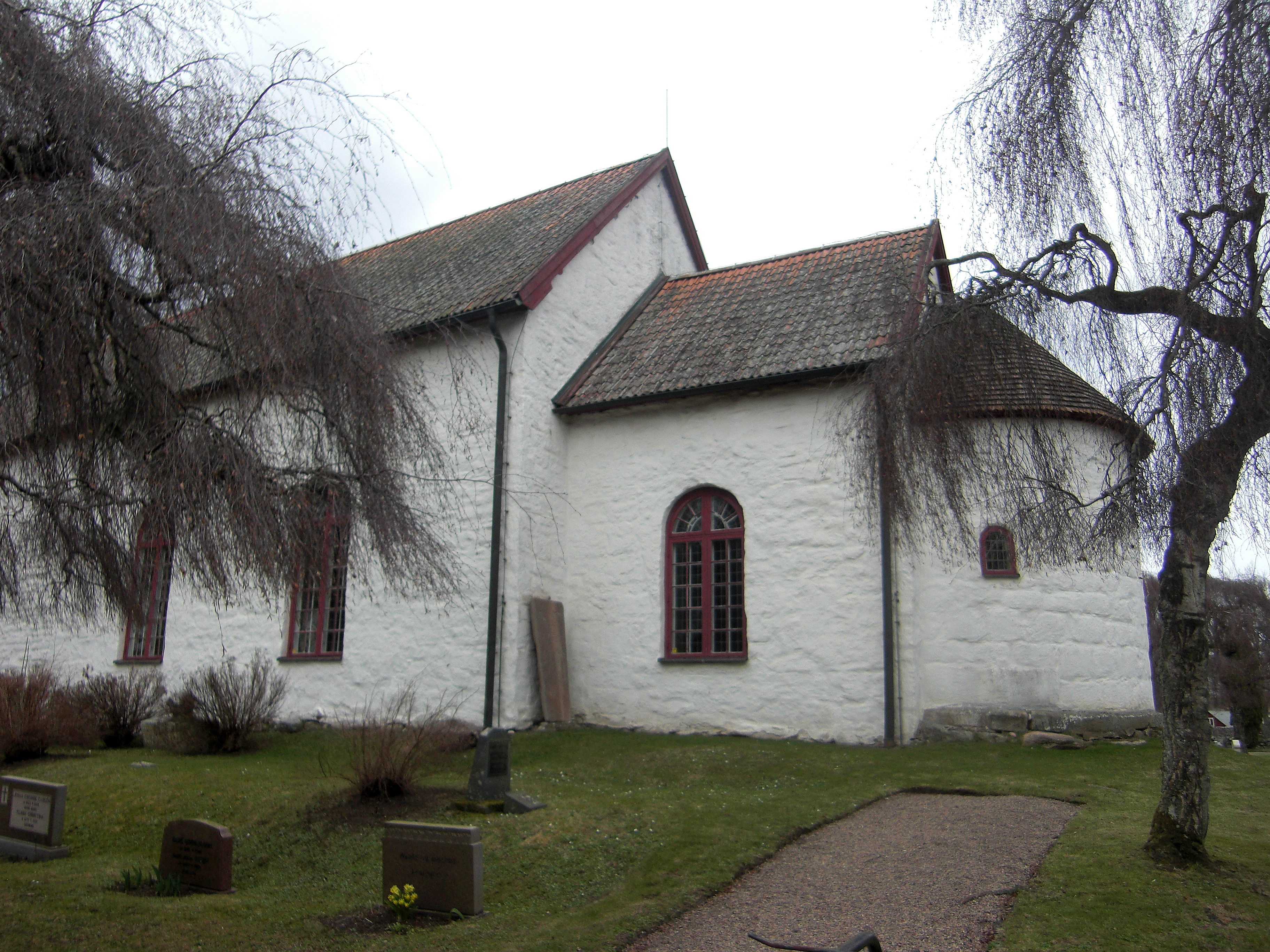
Koret med absid i söder.
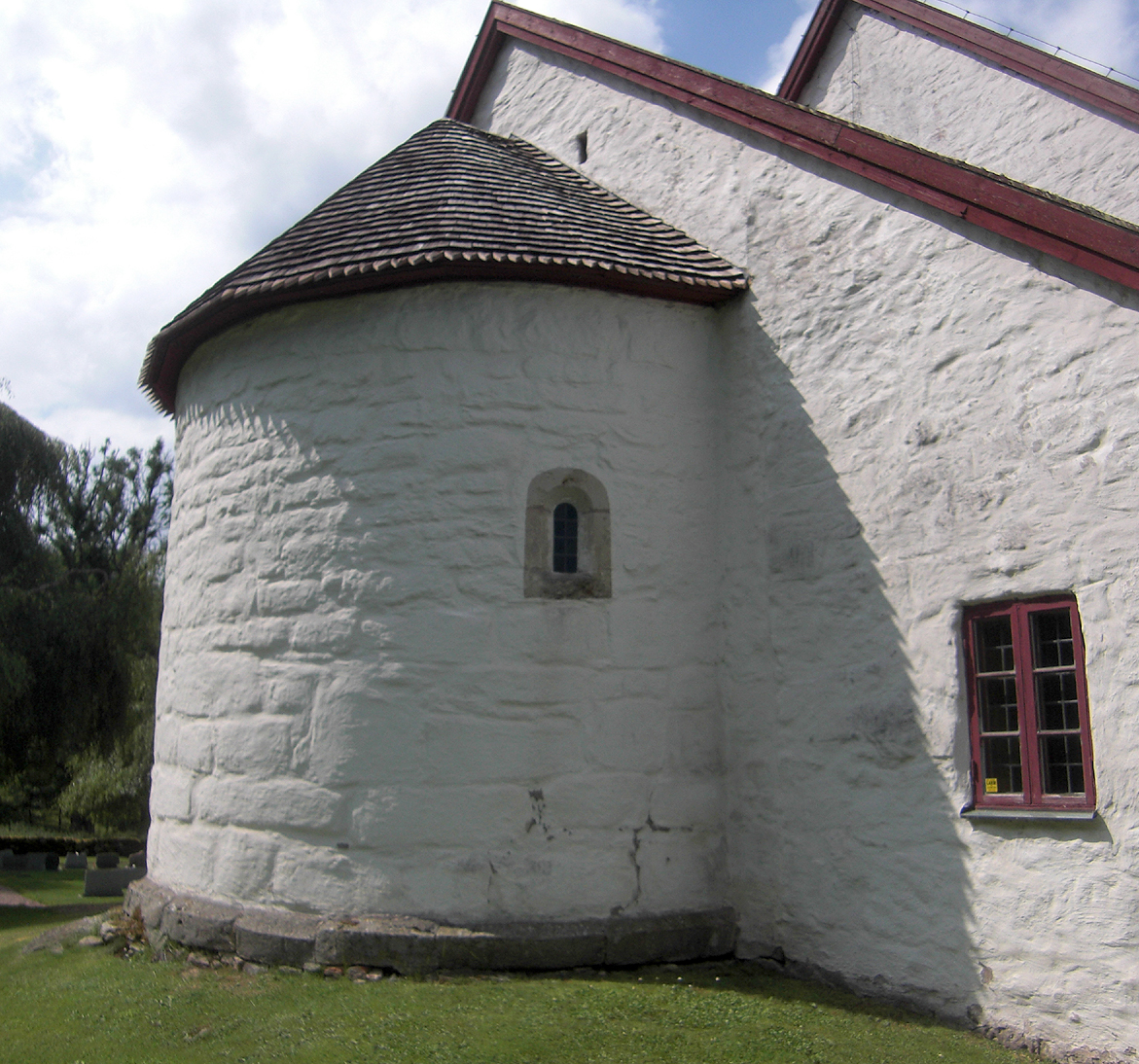
Absiden.
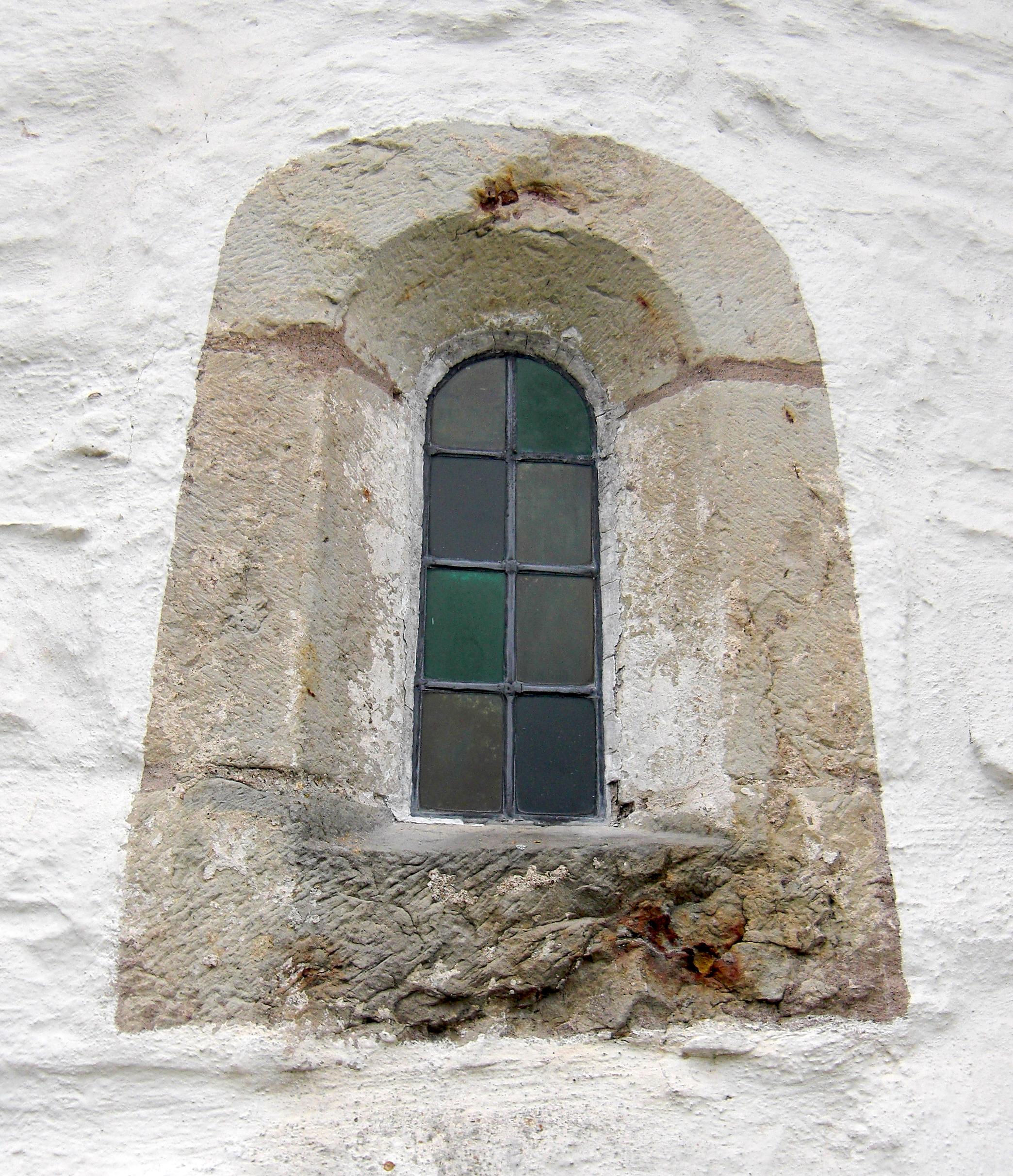
Absidfönster.
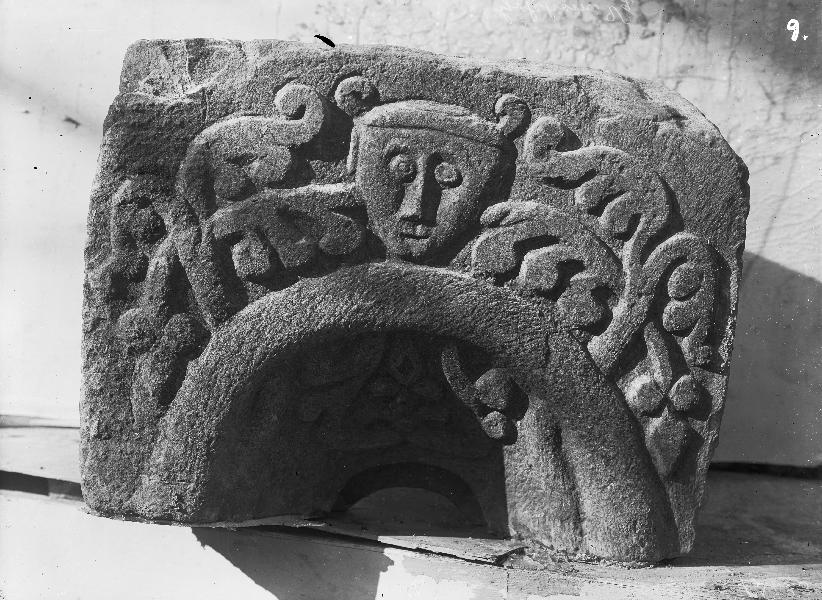
Romansk absidfönsterbåge från mitten av 1100-talet. Foto 1913. Idag finns den inne i kyrkan.

## Kalkmålningarna
Gökhems kyrkas både väggar och tak är täckta med kalkmålningar i brunt, grönt, gult och blågrått. Målningarna i långhusets valv har aldrig kalkats över och de är därför ovanligt välbevarade. Vid restaureringar 1913 och 1928 har de dock utsatts för omfattande retuschering. 1926 förstod man att det fanns målningar även på väggarna i långhuset. 1928 togs de fram och konserverades. Väggmålningarna är i ett mycket sämre skick och även de är retuscherade. Särskilt motiven på långhusets östra vägg och över den västra valvbågen är mer eller mindre förvanskade.
Draperimålningarna kring fönstren i koret och altaret är tillkomna 1781. Då ska det fortfarande ha funnits i alla fall rester av medeltida målningar där, men någon gång under 1800-talet så har de putsats över och absiden och valvet målades blått. 1913 avlägsnade man den blå färgen men av de underliggande målningarna återstår nu bara skadade rester.
Också i vapenhuset, som var kapell under medeltiden, finns målningar.
A.O. Rhyzelius beskrev 1724 hur det fanns en skrift ibland målningarna i kyrkan, den skall enligt Rhyzelius ha lydit: "Dn Ericus Benedicti, canonicus Scarensis och här curatus lät wid år 1487 med sköna målningar utzira kyrkian". Skriften försvann i slutet av 1700-talet då den överkalkades men har förmodligen suttit på långhusetes östra vägg där det idag kan ses ett nästan utplånat skriftband. Det påminner om hur mäster Amund signerade sina målningar i Södra Råda gamla kyrka. Likheterna mellan målningarna i Gökhem och Södra Råda är så stora vad gäller motivval, stil och ornamentik att det är troligt att det var samma målare som ansvarade för måleriet även i Gökhem.
Målningarna i koret är så skadade att det endast är ornament och suddiga rester kvar. I absidens valv finns nådastolen, det vill säga treenigheten. I korvalvet har förmodligen de fyra kyrkofäderna varit målade. I långhuset östra valv finns profeter målade i den sortens rundlar som är typiska för Amund. Rundlarna bärs ofta upp av figurer i tvåfärgade dräkter. I det mellersta valvet finns motiv ur skapelseberättelsen. I långhuset västra del har förmodligen dödssynderna och de sju dygderna varit målade. På nordväggen finns Maria och rosenkransen. Målningarna i vapenhuset föreställer legenden om St Katarina av Alexandria. Alla målningar på sydväggen är helt förstörda. Även alla målningar som fanns i det västra valvet förstördes 1913 när det byggdes om.

## Inventarier
- Två dopfuntar finns, båda daterade till 1100-talet. Den ena har förmodligen hört till Överkyrke kyrka.
- Altaruppsatsen är ett enkelt barockarbete utfört 1710 av Jonas Larsson Elfvenberg.
- Predikstolen är från 1700-talet. De nedtill placerade skulpturerna är från 1600-talet.[11]
- Läktaren från 1724 har utsmyckningar i form av målade apostlar.

### Orglar
- Den första orgeln fick kyrkan 1775 och den efterträddes av nya verk 1862, 1913, 1926  och den nuvarande, som invigdes 1985. Den stumma fasaden från 1862 på läktaren i väster har emellertid bibehållits. Den är byggd av Johan Nikolaus Söderling. Verket från 1985 är byggt av Smedmans Orgelbyggeri och har femton stämmor fördelade på två manualer och pedal. Det innehåller äldre material från tidigare orglar.[12]

## Interiörbilder

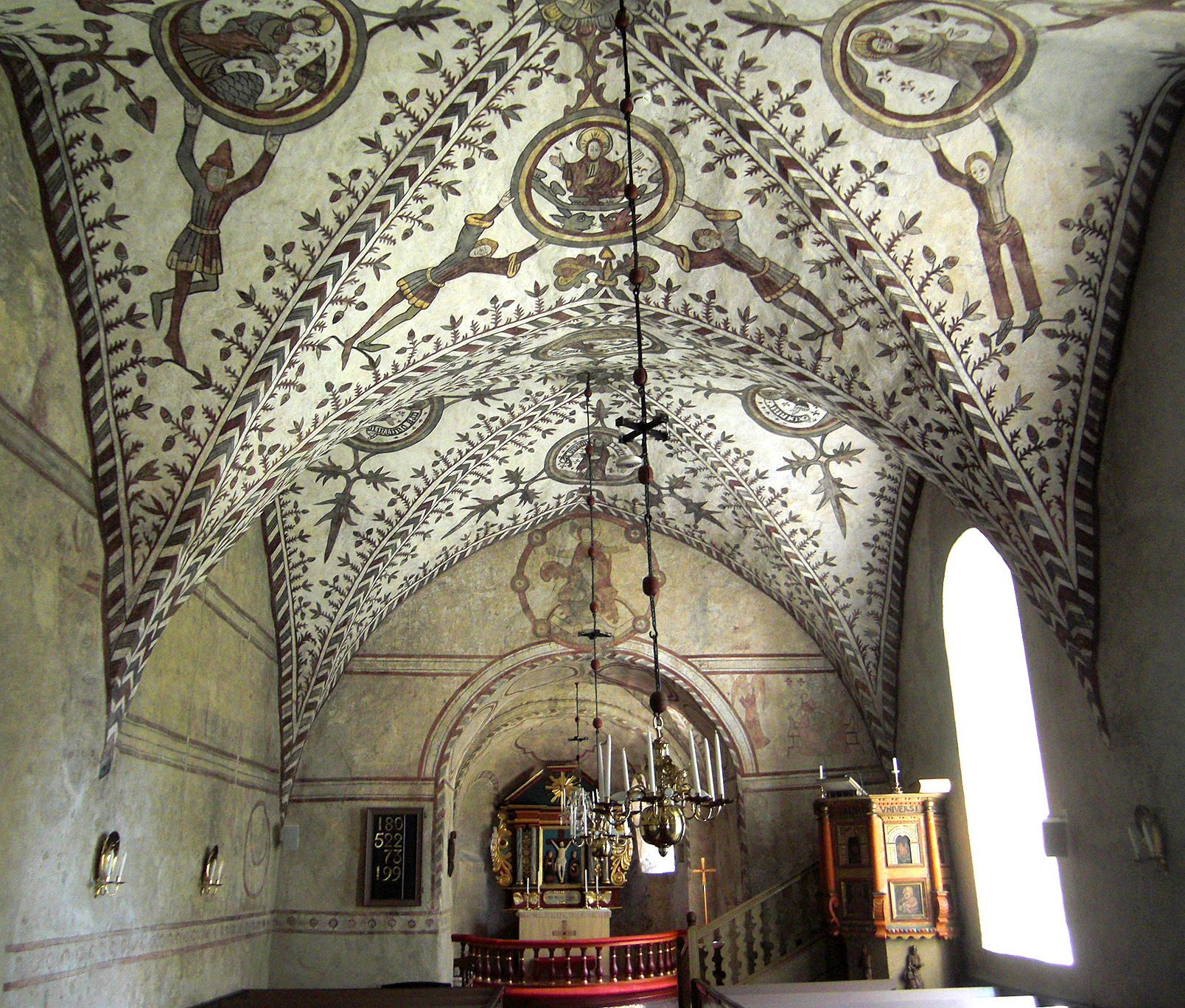
Målningarna i långhusets valv har aldrig varit överkalkade. I övrigt i kyrkan är de i dåligt skick.
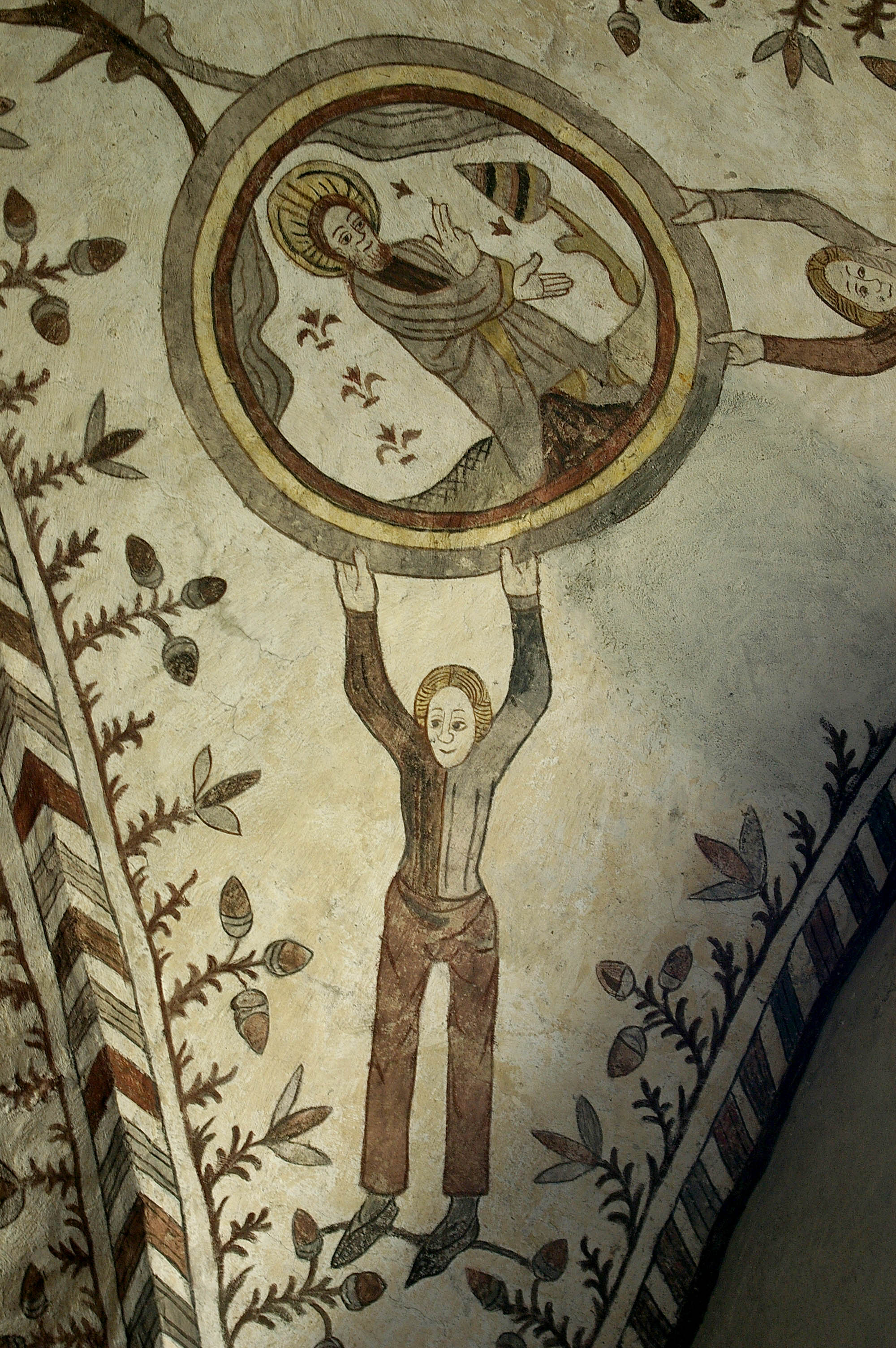
Medaljongbärare.
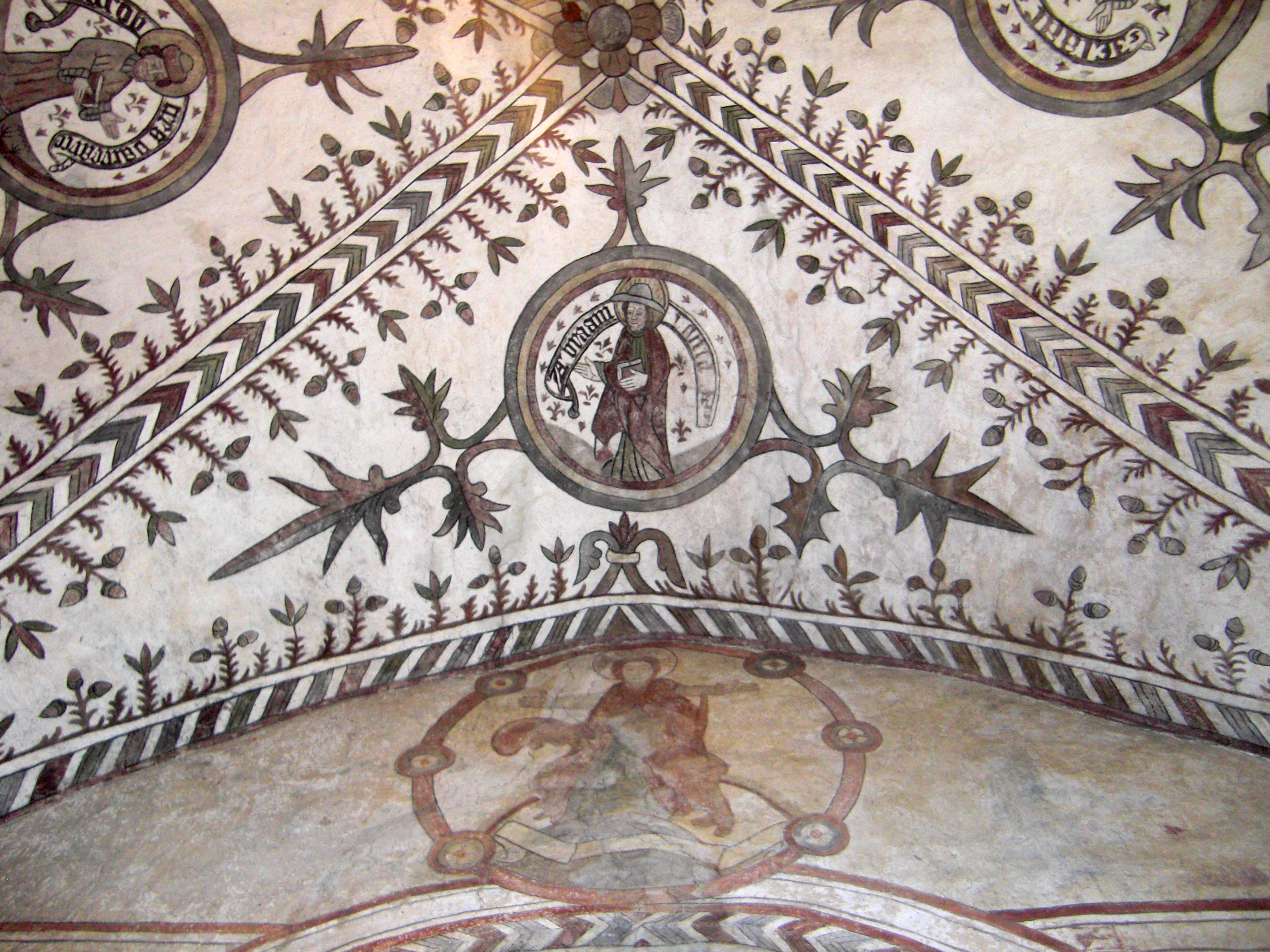
Tydlig skillnad mellan tak och vägg.
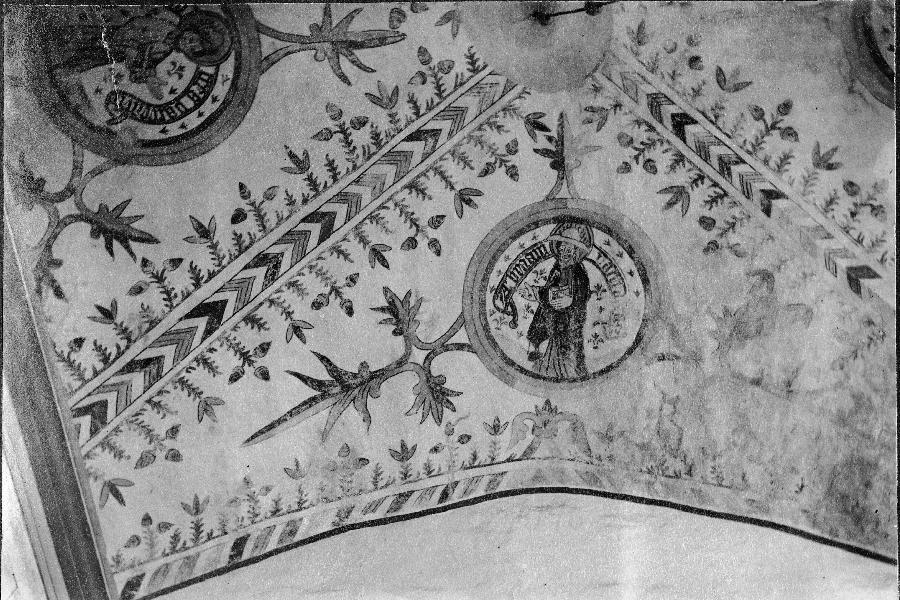
De medeltida målningarna 1893.
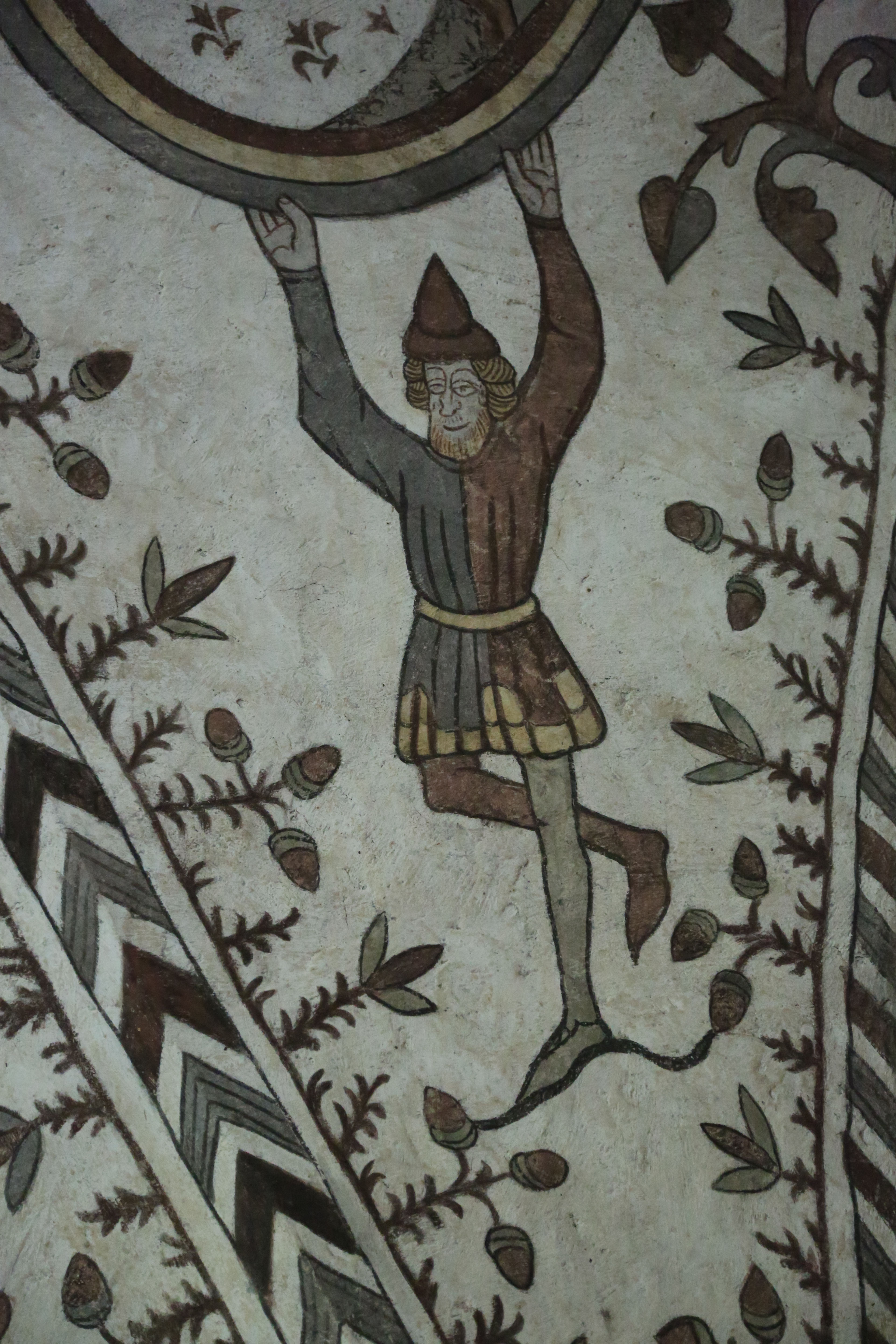
Medelitida målningar från år 1487.
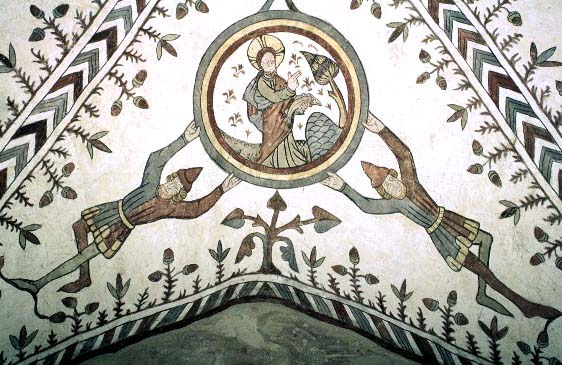
Gud skapar fiskarna.
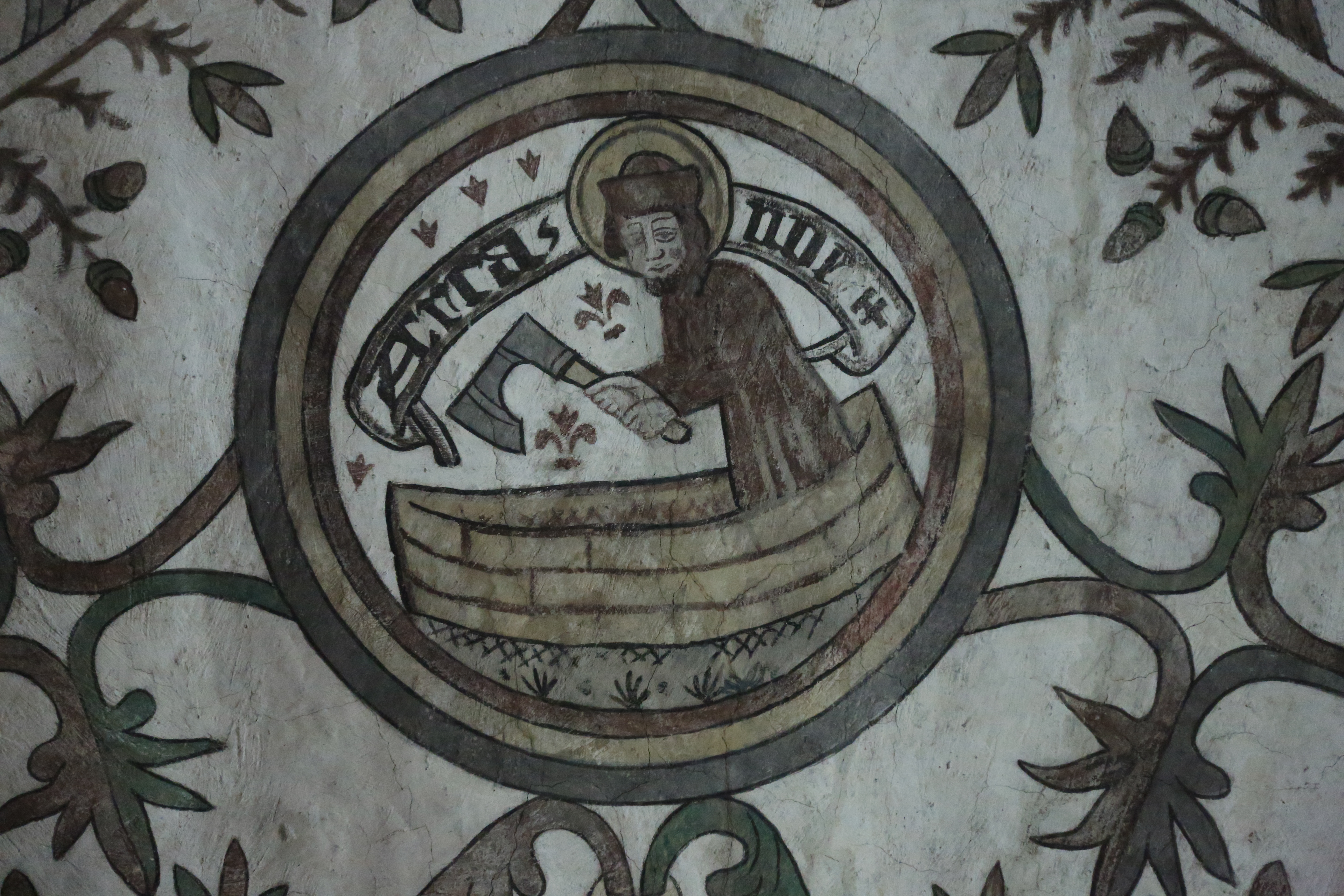
Noa och arken.
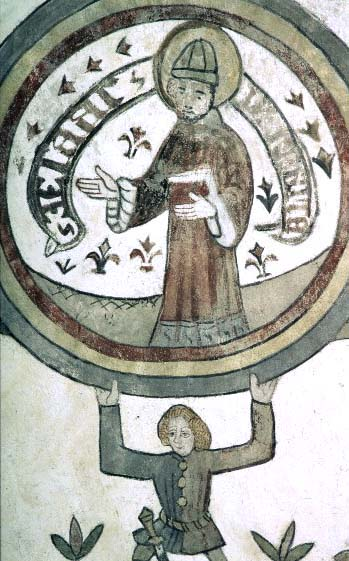
Isak.
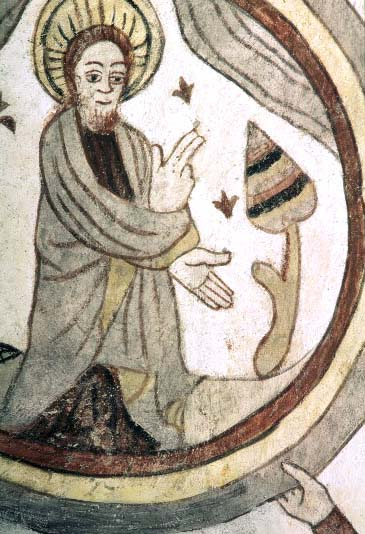
Gud skapar växterna.
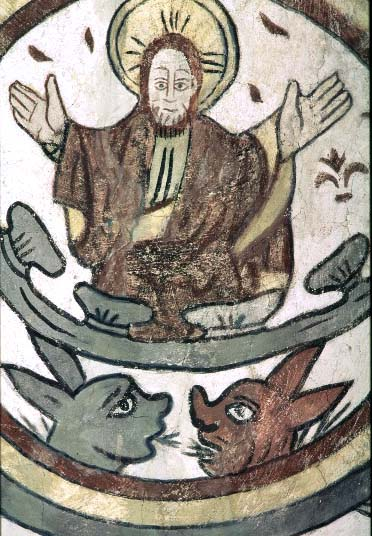
Gud inleder sexdagarsverket.
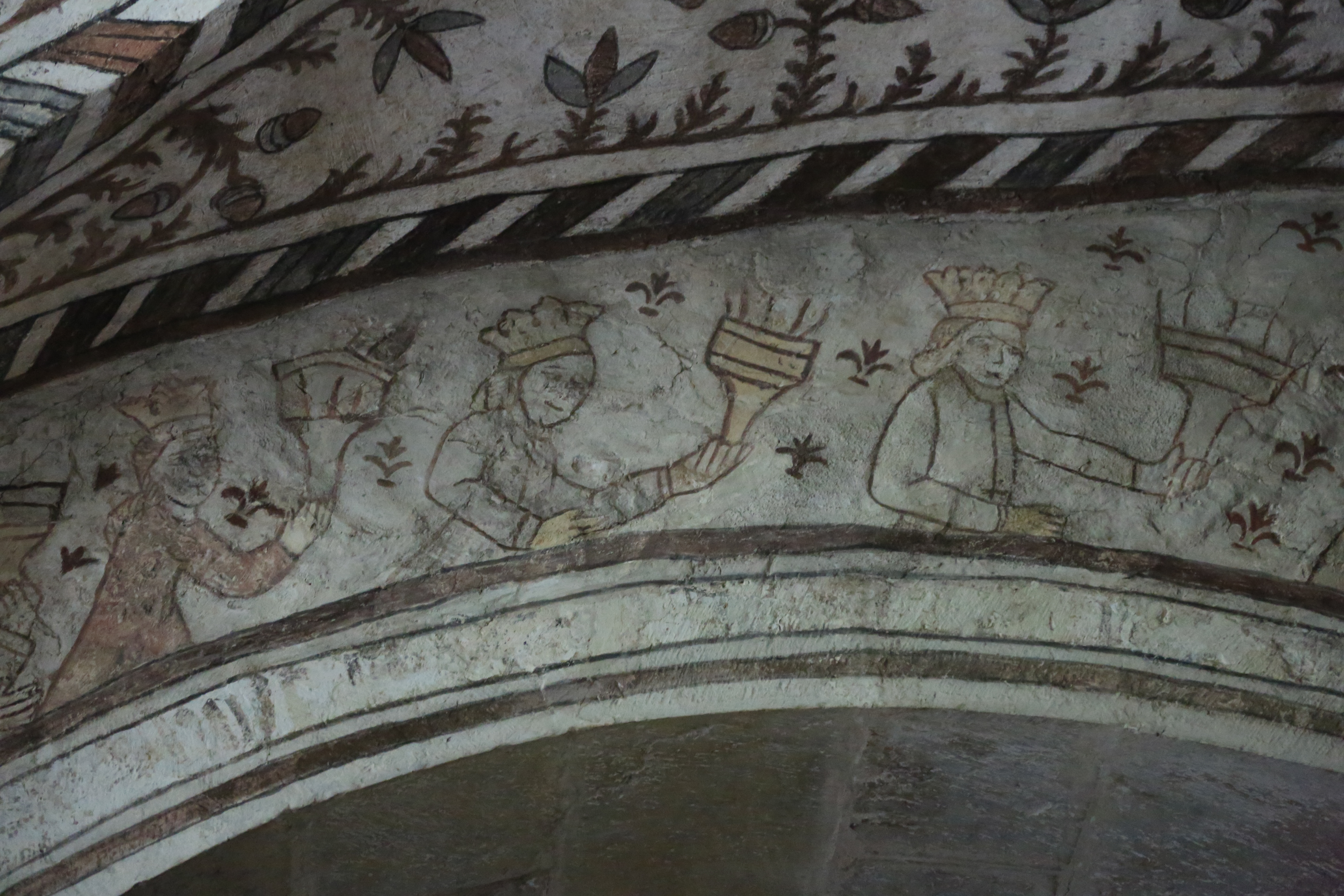
Korbågen.
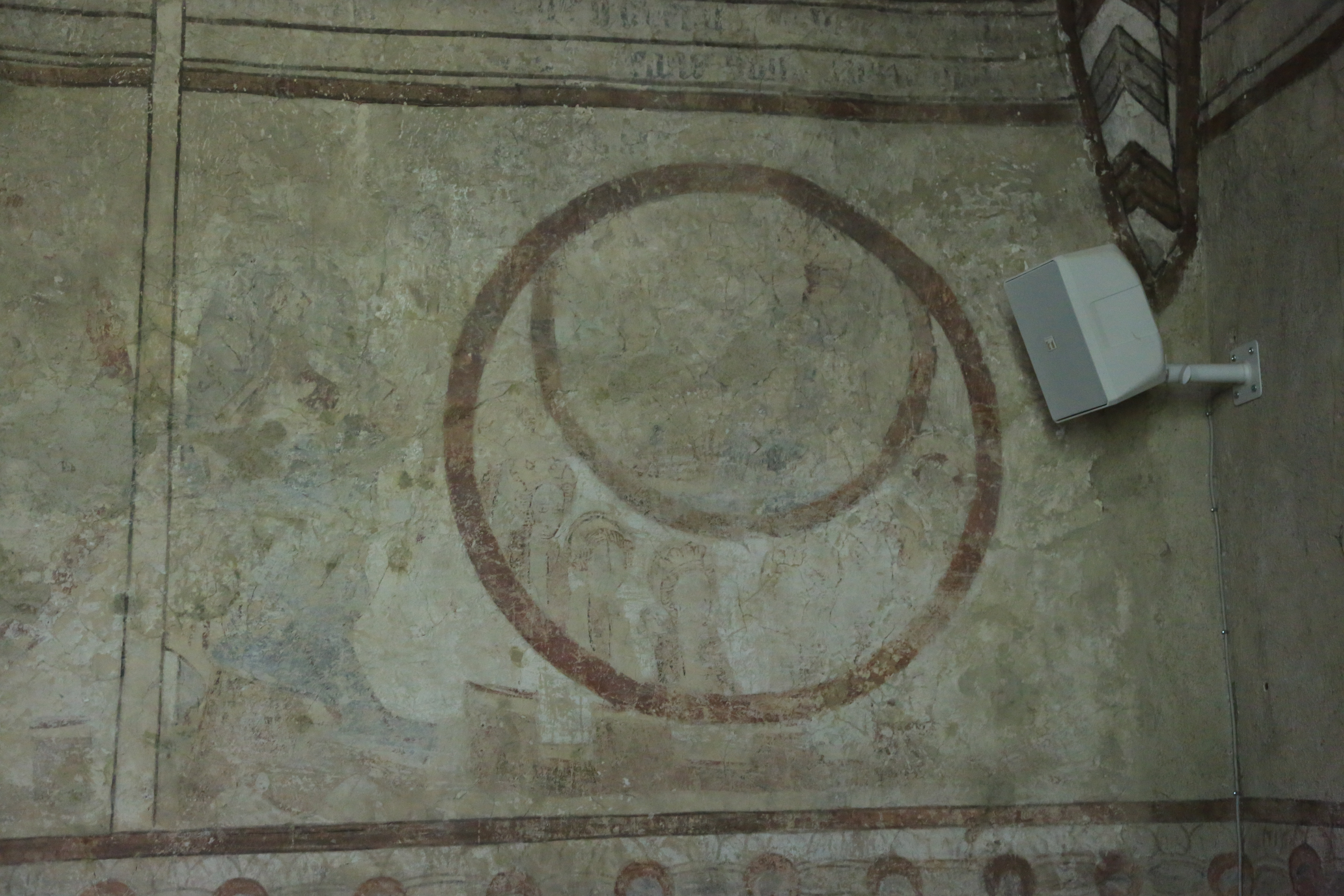
Fragmentarisk, nästan utsuddad, målning på vägg.
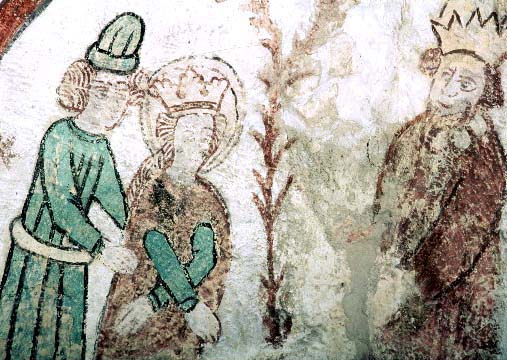
Katarina av Alexandria och kejsare Maxentius.
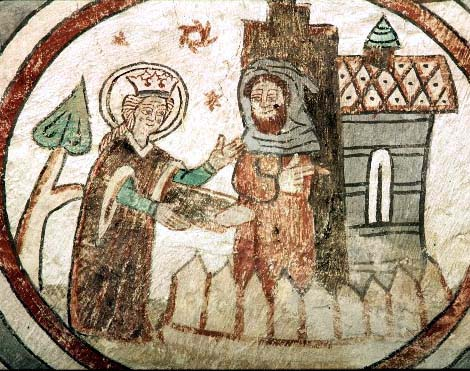
Katarina och Munken.
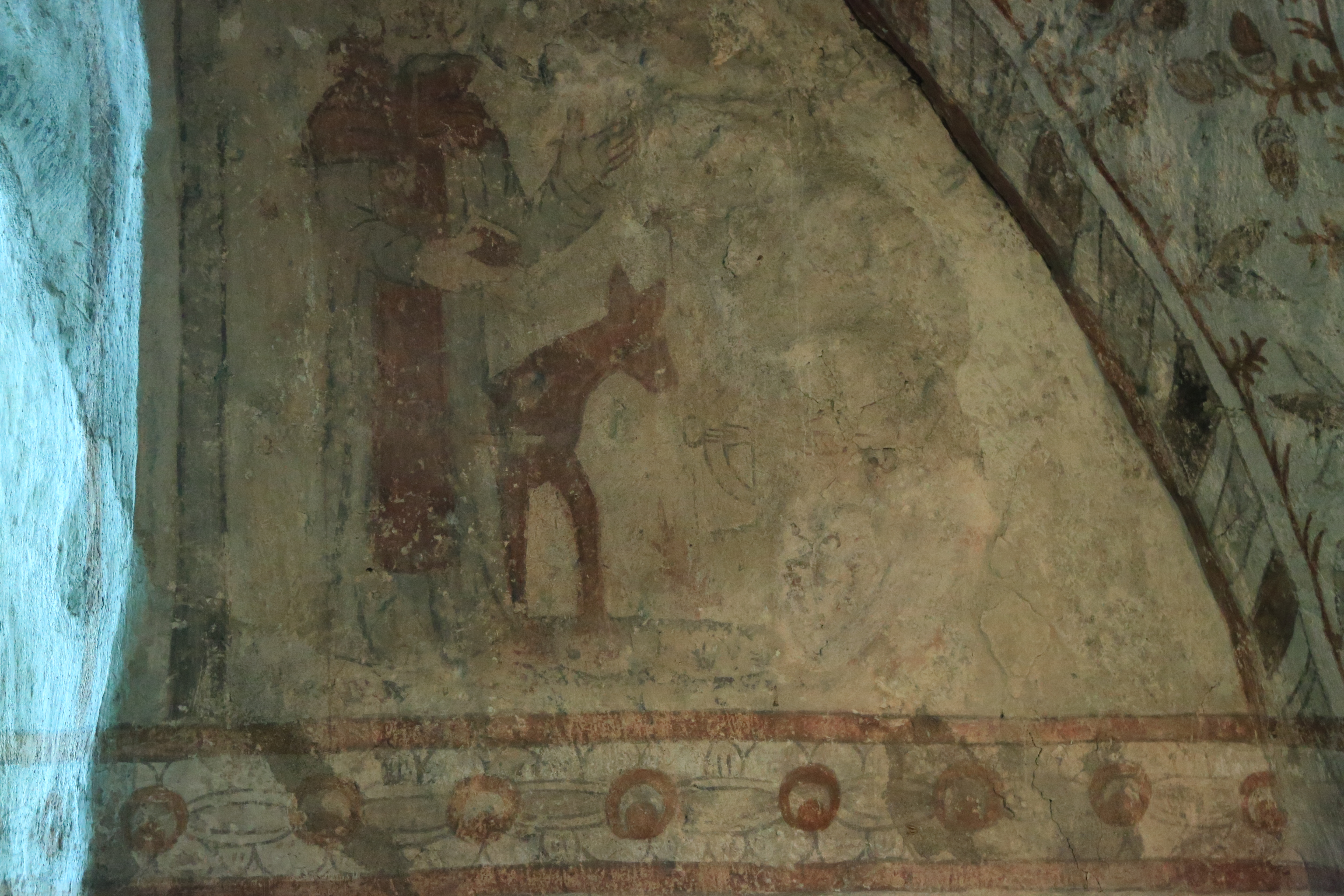
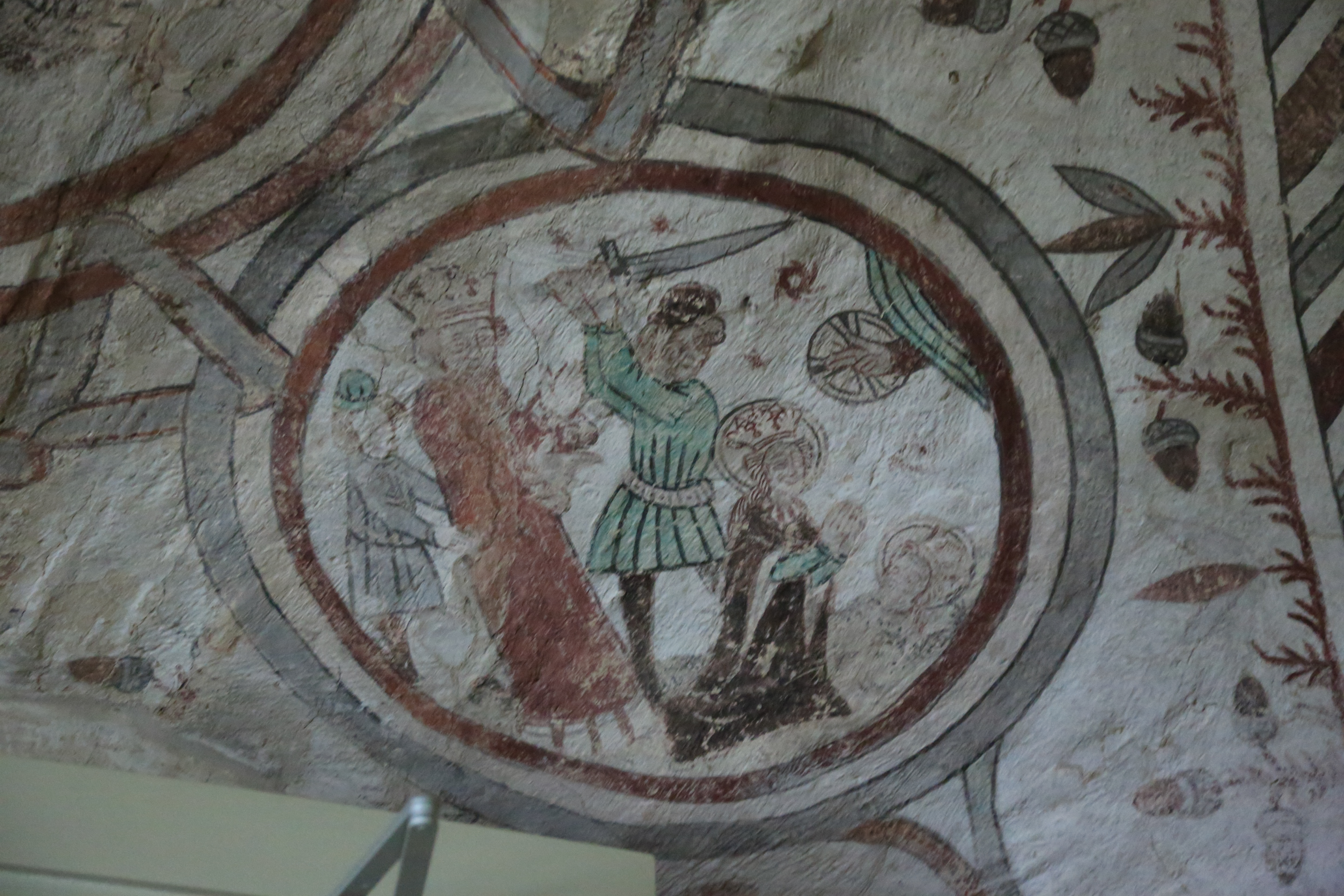
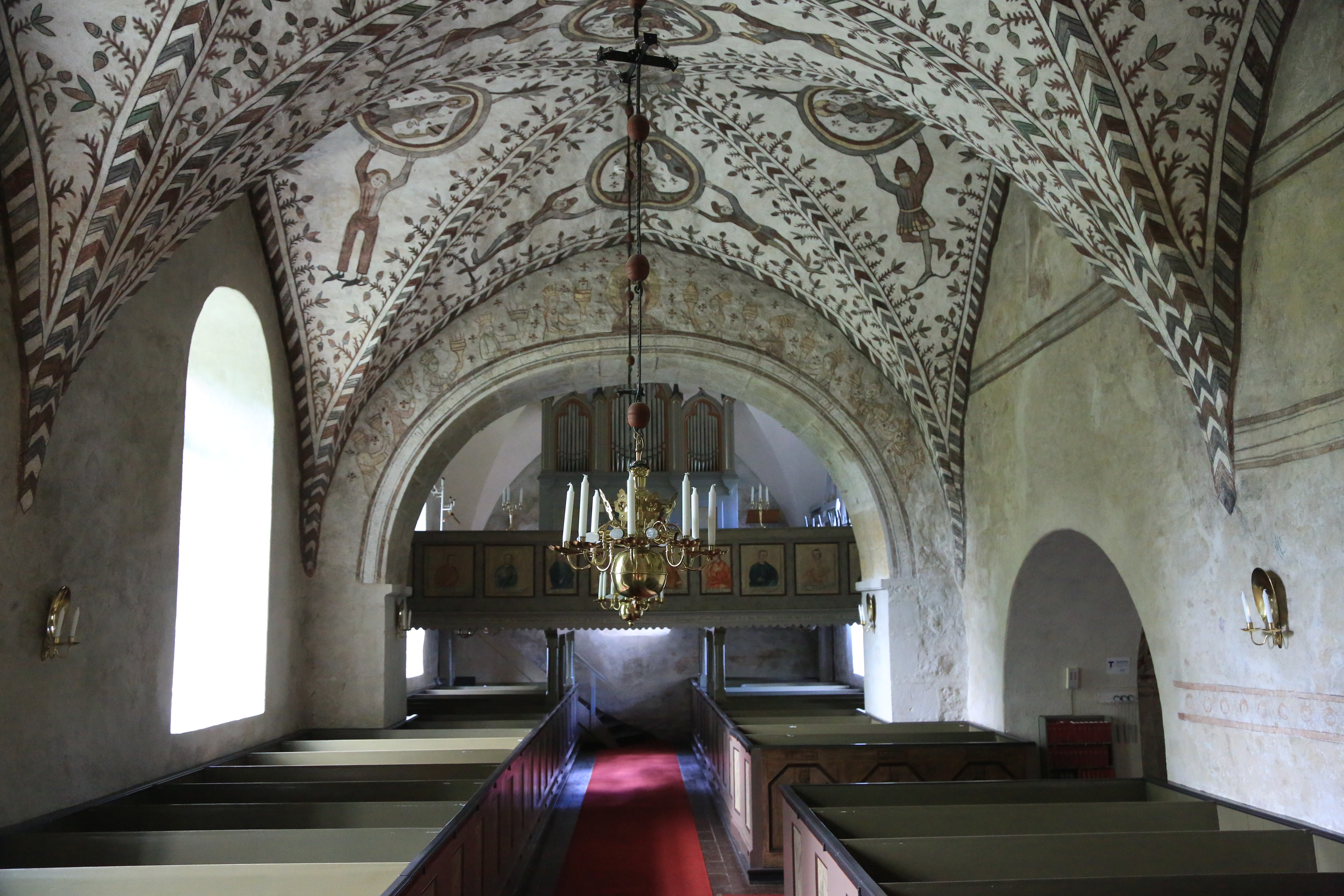
Interiör mot väster
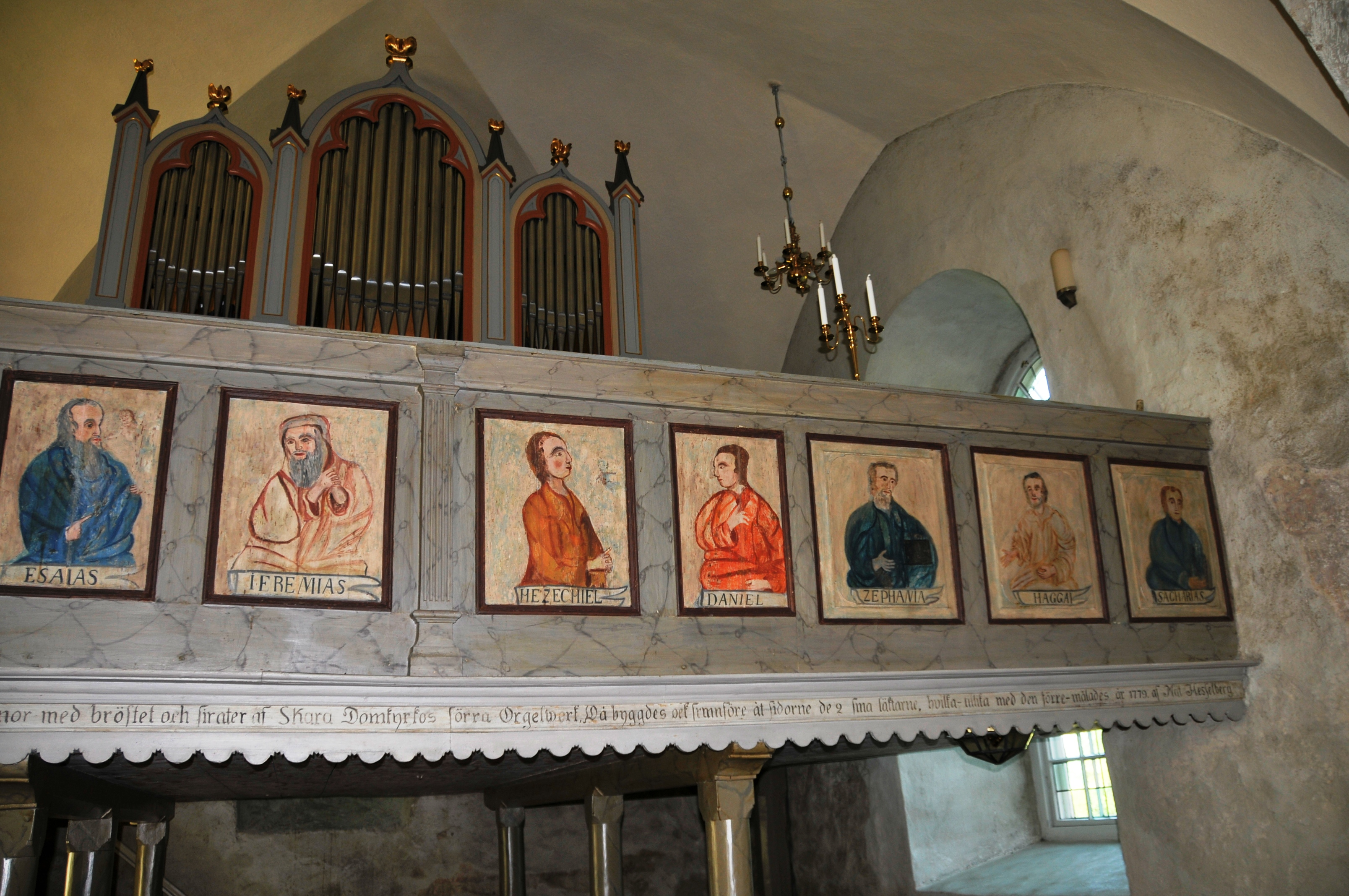
Orgelläktaren.
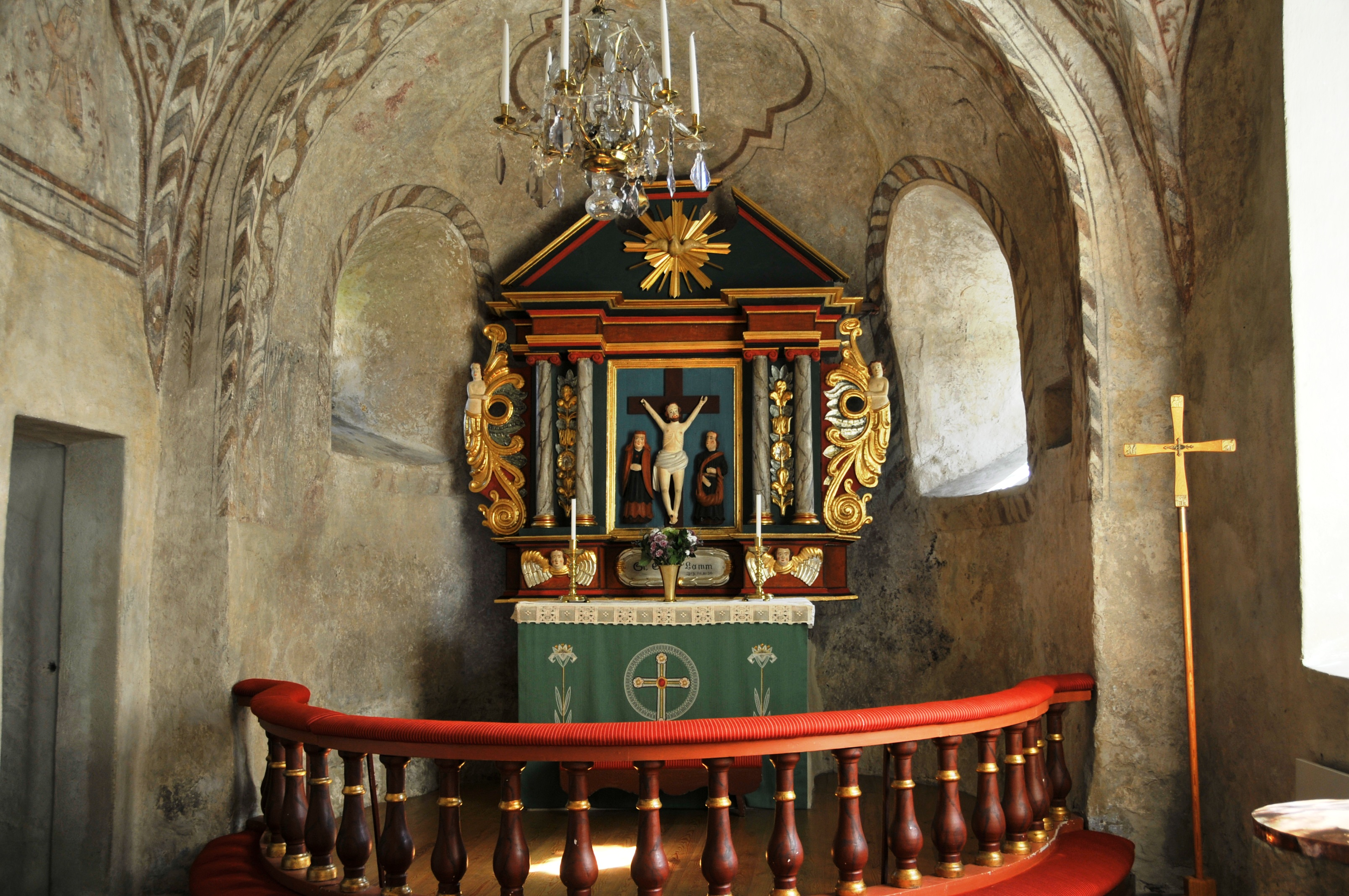
Altaruppsatsen.